# لی چونجیانگ
لی چونجیانگ (انگلیسی: Li Chunjiang؛ زادهٔ ۱۱ مارس ۱۹۶۳) بازیکن بسکتبال اهل چین بود.
وی در مسابقات کشوری و بین‌المللی در مجموع برندهٔ ۱ مدال طلا، ۱ مدال نقره شده‌است.